# Gitobo
Gitobo är ett vattendrag i Burundi.   Det ligger i provinsen Ngozi, i den norra delen av landet, 70 kilometer nordost om huvudstaden Bujumbura.
Omgivningarna runt Gitobo är en mosaik av jordbruksmark och naturlig växtlighet. Runt Gitobo är det tätbefolkat, med 383 invånare per kvadratkilometer.